# Joan Alexander
Joan Alexander (nacida como Louise Abrass; 16 de abril de 1915-21 de mayo de 2009) fue una actriz estadounidense conocida por su papel de Lois Lane en el serial radiofónico The Adventures of Superman y en los cortometrajes animados de Superman de Fleischer.

## Primeros años y carrera
Alexander nació en Saint Paul, Minnesota, de familia libanesa-estadounidense. Su padre murió cuando ella tenía tres años, cuando su madre se volvió a casar, la familia se trasladó a Brooklyn, Nueva York. Fue enviada a una escuela católica en Long Island.
Se convirtió en modelo y actriz, y estudió interpretación en Europa con Benno Schneider, director de teatro yiddish. Aunque Abrass adoptó más tarde el nombre de pila Joan en honor a la actriz Joan Crawford, su familia desconoce el origen del apellido Alexander. Su primer matrimonio, en 1944, con el actor John Sylvester White, conocido como Principal Woodman en Welcome Back, Kotter, tampoco fue conocido por la familia de Alexander hasta dos años antes de su muerte.

## Voz de Lois Lane
Alexander interpretó a la reportera Lois Lane en el programa radiofónico de superhéroes The Adventures of Superman durante más de 1.600 episodios. La serie comenzó en 1940, dos años después del debut de Superman en el actual Action Comics número 1 de DC Comics (junio de 1938), y Lane apareció por primera vez en el séptimo episodio. Aunque la mayoría de las fuentes indican que no fue la primera actriz elegida, Alexander fue elegida al principio de la serie y se convirtió en la estrella de la serie.
En un principio, la serie, que se emitió hasta 1951, se difundió a través de la emisora principal de Mutual Broadcasting System, WOR en Nueva York, que posteriormente pasó a la cadena Mutual y finalmente a ABC. a Alexander también se la escuchó en Dimension X y Philo Vance, Against the Storm y en Perry Mason, en la primera interpretación del personaje secundario Della Street, secretaria del abogado defensor Mason. También interpretó a Althea en The Brighter Day en la radio. Alexander también proporcionó la voz de Lois Lane en los cortos animados de Superman de Fleischer Studios/Paramount Pictures (Famous Studios) de la década de 1940. Reinterpretó el papel de Lois Lane durante una temporada de la serie animada de Filmation de 1966 The New Adventures of Superman.

## Vida posterior y carrera
Tras divorciarse de White, Alexander se casó con el cirujano Robert Crowley. La autora y guionista Jane Stanton Hitchcock (nacida como Jane Crowley) es hija de ambos. Después de que ese segundo matrimonio acabara en divorcio, Alexander se casó en 1954 o 1955 con Arthur Stanton, presidente de la empresa World-Wide Volkswagen, con sede en Orangeburg, Nueva York, que por aquel entonces distribuía vehículos Volkswagen y Audi en Nueva York, Nueva Jersey y Connecticut, y que ayudó a introducir el Volkswagen Beetle en Estados Unidos. Stanton, que falleció el 20 de enero de 1987, adoptó a la hija de Alexander y Crowley, Jane, cuando ésta tenía 9 años. Los otros hijos de la pareja fueron Adam (fallecido en 1993) y Timothy. Los Stanton celebraban fiestas en su apartamento de Manhattan en el Upper East Side y en su casa de East Hampton, Nueva York; su hija contó a The New York Times que el escritor George Plimpton, en una de las fiestas, le propuso matrimonio a su futura esposa, Freddy Espy, que el compositor Leonard Bernstein a veces tocaba el piano y que el dramaturgo Neil Simon escribió un sketch para el vigésimo primer cumpleaños de la hija.
En 1951-1955, Alexander apareció en televisión como tertuliana habitual en el programa de concursos de la cadena ABC-TV The Name's the Same y en 1964 actuó en Broadway en Poor Richard, de Jean Kerr.
En abril de 2008, Alexander interpuso una demanda contra el asesor financiero Kenneth I. Starr, alegando que el difunto Stanton le había dejado una herencia de 70 millones de dólares que, según el documento judicial, Starr utilizó de forma inapropiada y dilapidó.

## Muerte
Alexander falleció el 21 de mayo de 2009 a los 94 años. Le sobrevivieron su hijo Timothy Stanton, su esposo Arthur Stanton y sus nietos Liam y Conrad Stanton, así como su hija Jane Stanton Hitchcock.